# Homosexualités et socialisme
Pour les articles homonymes, voir HES.
Homosexualités et Socialisme (HES) est une association de réflexion et de proposition sur les questions lesbiennes, gaies, bi et trans, créée en mai 1983 par des militants socialistes parisiens, dont Jan-Paul Pouliquen. C'est une des 3 plus anciennes associations LGBT de France, avec « David et Jonathan » (chrétiens homos/LGBT, depuis 1972) et le « Beit Haverim » (juifs homos/LGBT, depuis 1977), mais c'est bien la plus ancienne qui soit non religieuse, mixte et généraliste.
Indépendante sur ses prises de positions de revendications, elle est aussi un « organisme associé » du Parti socialiste, depuis 2015 (à l’image des Jeunes socialistes ou de l’OURS).
HES rassemble des militants et sympathisants de toute la gauche parlementaire.

## Histoire
Homosexualités et socialisme est fondée en mai 1983 par des militants socialistes parisiens, dont Jan-Paul Pouliquen, après la dépénalisation de l'homosexualité par Gaston Defferre et François Mitterrand.
Jusqu'au coming out de Bertrand Delanoé en 1998, de nombreux membres d'HES militaient sous pseudonyme.
Le 2 décembre 2011, Gilles Bon-Maury rejoint l'équipe de campagne de François Hollande, candidat PS à la présidentielle de 2012, pour traiter les questions LGBT au sein du pôle thématique Questions sociétales animé par George Pau-Langevin.

## Fonctionnement
Homosexualités et socialisme participe à la Marche des fiertés et à la marche contre le SIDA. L'association participe également aux manifestations organisées par le Parti socialiste au niveau national (congrès, universités d’été) et fédéral (Fêtes de la Rose, commissions fédérales). Elle compte plusieurs groupes locaux, à Paris, Brest, Lille, Lyon, Marseille, Nantes, Orléans, Strasbourg, Toulouse, Bordeaux, Clermont-Ferrand…[réf. souhaitée]

Autre logo de HES.

L'association aborde tous les sujets qui concernent directement ou non les personnes LGBTI : éducation, familles, droit d’asile et au séjour, santé, spécificités lesbiennes, lutte contre les discriminations, PACS, questions trans, droits européens, harmonisation positive, procréation médicalement assistée, gestation pour autrui. Ces thématiques sont abordées dans le cadre de commissions et font l’objet de dossiers complets reprenant la vision philosophique du sujet traité, les cas concrets, les propositions législatives et réglementaires.
HES est membre actif de l’Inter-LGBT et de la section « Europe » de l’International Lesbian & Gay Association (ILGA-Europe).
En 2020, HES a également rejoint l'association LGBT internationale francophone Égides comme membre actif.

## Propositions
Cette contribution thématique présentée par HES au congrès du PS a été signée par 665 adhérents du PS, dont Martine Aubry, Bertrand Delanoë, Benoît Hamon, François Hollande, Marylise Lebranchu, Marie-Noëlle Lienemann, Pierre Moscovici, Ségolène Royal.

## Associations partenaires en Europe
- Allemagne : Lesben und Schwule in der SPD (de) (Schwusos).
- Autriche : Sozialdemokratie und Homosexualität (de) (SoHo).
- Belgique : Gays et lesbiennes socialistes (GLS).
- Finlande : Pinkkiruusu (fi).
- Italie : GayLeft.
- Pays-Bas : PvdA Netwerk Homo Emancipatie.
- Royaume-Uni : LGBT Labour (en).
- Suède : HBT-socialdemokrater Sverige (sv).

La plupart sont affiliés au réseau Rainbow Rose.

## Présidents
- 1983-1986 : Jan-Paul Pouliquen (fondateur de l'association[1])
- 1986-1993 : Philippe Ducloux
- 1993-1997 : Stéphane Martinet
- 1997-2002 : François Vauglin
- 2002 : Franck Daloz
- 2002-2007 : Alexandre Carelle
- 2007-2012 : Gilles Bon-Maury
- 2012-2018 : Denis Quinqueton
- 2018-2023 : Lennie Nicollet[8] (premier homme marié à un autre homme à devenir président de l'association[9])
- Depuis 2023 : Sophie Roques (première femme présidente de l'association, elle est aussi adjointe à la Mairie de Marseille depuis l'été 2020)